# Lucera
Lucera és un municipi italià, situat a la regió de la Pulla i a la província de Foggia. L'any 2006 tenia 34.828 habitants. Limita amb els municipis d'Alberona, Biccari, Castelnuovo della Daunia, Foggia, Pietramontecorvino, San Severo, Torremaggiore, Troia, Volturino, Motta Montecorvino.
L'assentament musulmà de Lucera va ser el resultat de la decisió de Frederic II del Sacre Imperi Romanogermànic de traslladar 20.000 musulmans sicilians a Lucera, i va prosperar durant uns 75 anys fins que l'any 1300, va ser saquejada per les forces cristianes de Carles II de Nàpols i els seus habitants musulmans van ser exiliats o venuts com a esclaus.